# 聯亞集團
聯亞集團有限公司，簡稱聯亞集團（英語：Tristate Holdings Limited，港交所：0458），在1937年，由唐驥千家族和汪顧亦珍創立，但現時由董事會主席汪建中主理。主要經營製衣、品牌產品分銷、零售及貿易。品牌為「Nautica」、「Velmore」等。
其股份自1988年1月6日，在香港交易所主板上市，總部為香港新界葵涌梨木道66至72號5樓。地區包括：中國、澳門、香港、台灣、菲律賓等。旗下泰國華泰製造股份有限公司已在1999年私有化。而聯亞集團過往曾2次私有化，但在股東大會未能獲得通過而被迫擱置。

## 連結
- Tristateww.com （页面存档备份，存于）